# Macgregor Kilpatrick Trophy
Macgregor Kilpatrick Trophy je každoročně udílená trofej v AHL, kterou získává nejlepší klub základní části (tedy ten, který získá nejvíce bodů). Trofej nese jméno bývalého člena vedení soutěže a je udělována od sezony 1997/98.
V letech 1952/53 - 1960/61 a v sezoně 1976/77 získával vítěz základní části trofej F. G. "Teddy" Oke Trophy, kterou dnes dostává vítěz základní části Severovýchodní divize soutěže.

## Vítězné týmy
| Macgregor Kilpatrick Trophy - nejlepší klub základní části AHL |       |                                      |
| Tým                                                            | Počet | Roky                                 |
| Hershey Bears                                                  | 3     | 2006/07, 2009/10, 2020/21, 2023/2024 |
| Providence Bruins                                              | 3     | 1998/99, 2007/08, 2012/13            |
| Milwaukee Admirals                                             | 2     | 2003/04, 2019/20                     |
| Wilkes-Barre/Scranton Penguins                                 | 2     | 2010/11, 2016/17                     |
| Toronto Marlies                                                | 2     | 2015/16, 2017/18                     |
| Chicago Wolves                                                 | 1     | 2021/22                              |
| Laval Rocket                                                   | 1     | 2024/25                              |
| Grand Rapids Griffins                                          | 1     | 2005/06                              |
| Grand Rapids Griffins                                          | 1     | 2005/06                              |
| Charlotte Checkers                                             | 1     | 2018/19                              |
| Manchester Monarchs                                            | 1     | 2014/15                              |
| Texas Stars                                                    | 1     | 2013/14                              |
| Norfolk Admirals                                               | 1     | 2011/12                              |
| Manitoba Moose                                                 | 1     | 2008/09                              |
| Rochester Americans                                            | 1     | 2004/05                              |
| Hamilton Bulldogs                                              | 1     | 2002/03                              |
| Bridgeport Sound Tigers                                        | 1     | 2001/02                              |
| Worcester IceCats                                              | 1     | 2000/01                              |
| Hartford Wolf Pack                                             | 1     | 1999/00                              |
| Philadelphia Phantoms                                          | 1     | 1997/98                              |